# Konstantinopelski hipodrom
Konstantinopelski hipodrom  ali Konstantinov hipodrom je bil hipodrom in kulturno središče Konstantinopla, glavnega mesta Bizantinskega cesarstva. Na prostoru nekdanjega hipodroma je danes Trg sultana Ahmeda (turško: Sultanahmet Meydanı), ki ga včaih imenujejo tudi Konjski trg (turško: At Meydanı) v Istanbulu. Od prvotnih zgradb se je ohranilo samo nekaj fragmentov.
Beseda hipodrom je sestavljena iz grških besed hippos ('ιππος, konj) in dromos (δρομος, steza, pot ali cesta). Konjske dirke in dirke konjskih vpreg so bile v antiki zelo priljubljena zabava, zato so bili v grških mestih hipodromi pogosti tako v helenističnem kot v rimskem in bizantinskem obdobju.

## Zgodovina in raba
Za konstantinopelski hipodrom prevladuje mnenje, da je nastal v zlatem obdobju bizantinskega glavnega mesta, vendar je mnogo starejši. Prvi hipodrom je bil zgrajen v obdobju, ko se je Konstantinopel še imenoval Bizanc in je bil nepomembno provincialno mesto. Leta 203 je cesar Septimij Sever mesto obnovil in razširil mestno obzidje in ga obdaril s hipodromom, areno za dirke konjskih vpreg in druge družabne prireditve.
Leta 324 se je cesar Konstantin Veliki odločil preseliti sedež vlade Rimskega cesarstva iz Rima v Bizanc. Bizanc je preimenoval v Nova Roma (Novi Rim), vendar se novo ime ni prijelo in mesto je kmalu postalo znano kot Konstantinopel (Konstantinovo mesto). Konstantin je mesto zelo razširil in obnovil hipodrom, ki je bil po mnenju poznavalcev dolg okoli 450 m in širok 130 m in je lahko sprejel 100.000 gledalcev. 
Tekmovalna proga je imela obliko črke U. Na vzhodni strani proge je bila svečana cesarjeva zasebna loža (kathisma), ki je bila dostopna skozi prehod iz Velike palače. Prehod so lahko uporabljali samo cesar in člani njegove družine. Staje s štirimi pozlačenimi bronastimi konji nad vhodom so bile na severnem delu hipodroma. Pozlačene konje, ki se sedaj imenujejo konji sv. Marka, so med četrto križarsko vojno leta 1204 ukradli Benečani in jih postavili na pročelje bazilike sv. Marka v Benetkah. Njihovo grško ali rimsko poreklo ni bilo nikoli ugotovljeno. Bronasti kipi bojnega voza in njihovih voznikov se niso ohranili. 
Na južnem zavoju hipodroma je bila polkrožna tribuna (sfendon), katere spodnji del se je ohranil. Hipodrom je bil poln kipov bogov, cesarjev in junakov, med katerimi so bila tudi Lizipov Herkul, Romul in Rem z volkuljo in kačji steber palatejskega trinožnika, ki je bil ulit iz ostankov bronastega orožja, zaplenjegega v zmagi proti Perzijcem leta 480 pr. n. št.. Razkošno okrašeni hipodrom med obiskom saracenskih ali arabskih gostov podrobno opisuje cesar Konstantin Porfirogenet v svoji knjigi De ceremoniis. Med okrasjem omenja škrlatne zastore in redke tapiserije.
V bizantinskem obdobju je bil hipodrom središče mestnega družabnega življenja. Na dirkah  bojnih vozov, na katerih so se sklepale ogromne stave, so prvotno sodelovala štiri moštva, ki so jih financirale in podpirale štiri različne politične stranke (deme) iz bizantinskega senata: modri (venetoi), zeleni (prasinoi), rdeči (rousinoi) in beli (leukoi). Rdeči in beli so postopoma izginili s politične scene in se vključili v preostali dve veliki stranki (modre in zelene).
Vsaka stanka je sodelovala z do dvema bojnima vozovoma s štirimi konji, se pravi, da je tekmovalo največ osem vpreg. Dirke niso bile zgolj športni dogodek, ampak tudi priložnost za politične razprave in ena od redkih priložnosti za srečanje cesarja z njegovimi podložniki. 
Rivalstvo med modrimi in zelenimi se je pogosto pomešalo s političnim ali verskim rivalstvom in se včasih pretvorilo v nemire, ki so prerasli v državljansko vojno. Najtežji so bili izgredi Nika leta 532, v katerih naj bi bilo ubitih 30.000 ljudi. Med izgredi je bilo uničenih mnogo pomembnih zgradb, med njimi tudi Hagija Sofija. Sedanjo (tretjo) Hagijo Sofijo, je dal po igredih Nika zgraditi cesar Justinijan I..
Konstantinopel se po plenjenju, ki je sledilo četrti križarski vojni, nikoli več ni opomogel, čeprav je Bizantinsko cesarstvo živelo do leta 1453, ko so ga osvojijili osmanski Turki. Hipodrom je bil takrat že v ruševinah. Konstantinopel je postal prestolnica Osmanskega cesarstva, v katerem  za konjske dirke ni bilo nobenega zanimanja, zato je hipodrom postopoma utonil v pozabo, čeprav na njegovem mestu niso zgradili ničesar. V osmanskem obdobju se je hipodrom uporabljal za različne namene, na primer za potratne in več dni trajajoče obrede obrezovanja sinov sultana Ahmeda III. (1703–1730). Na osmanskih miniaturah so še opazni nepoškodovani sedeži in kipi, ki se niso ohranili. Na mestu hipodroma je danes Sultanahmet Meydanı (Trg sultana Ahmeda), katerega tloris se približno ujema s tlorisom nekdanjega hipodroma.

## Spomeniki na hipodromu

### Kačji steber
Konstantin in njegovi nasledniki, predvsem Teodozij Veliki, so želeli dvigniti ugled svoje nove prestolnice, zato so hipodrom okrasili z umetninami iz celega cesarstva. Kipe so postavljali na pregrado med zahodnim in vzhodnim delom tekmovalne proge (spina). Med kipi je bil tudi palatejski trinožnik, ulit v 5. stoletju pr. n. št. v spomin na zmago nad Perzijci. Trinožnik je prvotno stal v Apolonovem templju v Delfih.  Na vrhu stebra je na treh kačjih glavah slonela pozlačena bronasta skleda, ki je bila uničena ali ukradena med četrto križarsko vojno. Kačje glave so bile uničene šele konec 17. stoletja, saj so na osmanskih miniaturah iz prvih stoletij njihove vladavine še vedno nedotaknjene.  Dele glav so kasneje našli in so razstavljeni v Carigrajskem Arheološkem muzeju. Od delfskega trinožnika se je ohranil samo nosilec, poznan kot Kačji steber.

### Tutmozov obelisk
Drugi cesar, ki je krasil hipodrom, je bil Teodozij Veliki, ki je leta 390
iz Egipta pripeljal obelisk in ga postavil na spino. Izklesan je iz rožnatega granita in je bil prvotno postavljen v templju v Karnaku med vladanjem Tutmoza III. okoli leta 1490 pred n.št. Teodozij je obelisk razrezal na tri dele in ga pripeljal v Konstantinopel. Ohranila se je samo zgornja tretjina obeliska, ki še vedno stoji na marmornem podstavku na istem mestu, kamor ga je postavil Teodozij. Obelist je kljub častitljivi starosti 3.500 let še vedno v izredno dobrem stanju.

### Konstantinov ali Zidan obelisk
Cesar Konstantin Porfirogenet je v 10. stoletju obnovil obelisk, ki je stal na zahodnem koncu hipodroma in zanj ni znano, kdo ga je dal zgraditi. Sezidan je iz klesanih kamnov različnih velikosti. Po Konstantinovi obnovi je bil prekrit z bronastimi reliefi, na katerih so bile prikazane zmage Konstantinovega očeta Vasilija I.. Na marmornem podstavku obeliska je napis:»Konstantin Veliki je želel narediti čudo, ki bi se lahko kosalo z velikanskim spomenikom Rodosu«. Bronaste reliefe so pokradli latinski vojaki v četrti križarski vojni, kamnito jedro spomenika pa se je ohranilo.

### Kipi Porfirija
Na spini hipodroma je stalo sedem kipov, postavljenih v čast legendarnega voznika bojnega voza Porfirija, ki je vozil za dve stranki – modre in zelene.  Noben kip se ni ohranil. Ohranila sta se samo podstavka dvah kipov, ki sta razstavljena v Carigrajskem Arheološkem muzeju. 

## Hipodrom danes
Območje hipodroma se sedaj imenuje Sultanahmet Meydanı (Trg sultana Ahmeda) in je zelo skrbno vzdrževano. Nekdanje tekmovalne proge so tlakovane, čeprav so v resnici kakšna dva metra pod sedanjo površino. Preživeli spomeniki s pregrade na tekmovalni progi, oba obeliska in Kačji steber sedaj stojijo v kakšna dva metra globokih jamah.
Na severnem vhodu na področje hipodroma pred Modro mošejo stoji Nemški vodnjak ali Vodnjak cesarja Wilhelma, osmerokoten vodnjak s kupolo v neobizantinskem slogu, ki ga je leta 1900 zgradila nemška vlada v spomin na obisk cesarja Wilhelma II. v Carigradu leta 1898.
Leta 1950 in 1951 je področje hipodroma izkopaval kasnejši direktor Carigrajskega Arheološkega muzeja Rüstem Duyuran. Del temeljev zavoja hipodroma (sfendon) so odkrili med rušenjem hiš v 1980. letih. Leta 1993 so med zemeljskimi gradbenimi deli pred bližnjo mošejo sultana Ahmeda (Modra mošeja) odkrili nekaj vrst sedežev in nekaj stebrov. Izkopavanja se niso nadaljevala, izkopanine pa so razstavljene v Carigrajskem Arheološkem muzeju. Večina hipodroma je še vedno zakopana pod sedanjim parkom.
Hipodrom je upodobljen na reverzu turškega bankovca za 500 lir, ki je bil v veljavi od leta 1953 do 1976.

## Galerija
- Podstavka Porfirijevih kipov, ki se hranita v Carigrajskem Arheološkem muzeju
- Bronasti konji s hipodroma, ki so sedaj v Benetkah
- Ostanki sfendona
- Nemški vodnjak